# 隣のステラ
『隣のステラ』（となりのステラ）は、餡蜜による日本の漫画。『別冊フレンド』（講談社）にて、2022年2月号より連載中。2025年7月時点で累計部数が100万部を突破している。
若手俳優・アイドルとしてスター街道へ歩み始めた柊木昴と、彼の幼なじみである普通の高校生・天野千明によるラブコメディ。
2025年に映画版が公開予定。

## 登場人物
天野 千明（あまの ちあき）
主人公。高校生。
柊木 昴（ひいらぎ すばる）
千明の隣の家に住む幼馴染。芸能界にスカウトされる。

## 書誌情報
- 餡蜜『隣のステラ』講談社〈講談社コミックス別冊フレンド〉、既刊8巻（2025年7月11日現在）
  1. 2022年5月13日発売[5][6]、ISBN 978-4-06-527833-8
  2. 2022年10月13日発売[7]、ISBN 978-4-06-529361-4
  3. 2023年3月13日発売[8]、ISBN 978-4-06-530948-3
  4. 2023年8月10日発売[9]、ISBN 978-4-06-532080-8
  5. 2024年2月13日発売[10]、ISBN 978-4-06-534467-5
  6. 2024年7月11日発売[11]、ISBN 978-4-06-536186-3
  7. 2024年12月13日発売[12]、ISBN 978-4-06-537801-4
  8. 2025年7月11日発売[13]、ISBN 978-4-06-540052-4

## 実写映画
2025年8月22日に公開予定。監督は松本花奈、主演は福本莉子と八木勇征。

### キャスト

#### 主要人物
天野千明
演 - 福本莉子
主人公。高校生。
柊木昴
演 - 八木勇征
千明の隣の家に住む幼馴染。芸能界にスカウトされる。

#### 千明の関係者
高橋雄大
演 - 倉悠貴
千明のバイト先の先輩。
近藤はるな
演 - 田鍋梨々花
千明の親友。
天野千絵
演 - 清水美砂
千明の母。
天野光博
演 - 宮崎吐夢
千明の父。
天野千穂
演 - 泉谷星奈
千明の妹。

#### 昴の関係者
篠原葉月
演 - 横田真悠
若手大人気女優。昴とドラマで共演する。
新堂理生
演 - 西垣匠
子役出身の実力派若手俳優。昴とドラマで共演する。
小柳律子
演 - 野波麻帆
昴の所属事務所の社長。
棚瀬浩
演 - 浜野謙太
昴のマネージャー。
柊木透子
演 - 紺野まひる
昴の母。

### スタッフ
- 原作：餡蜜『隣のステラ』（講談社「別冊フレンド」連載）[4]
- 監督：松本花奈
- 脚本：川滿佐和子[4]
- 音楽：王舟[18]
- 主題歌：FANTASTICS「いつも隣で」（rhythm zone）[16]
- 製作：臼井裕詞、高島祐一郎、市川南[18]
- プロデューサー：岡田翔太、谷鹿夏希[18]
- 撮影：岩渕隆斗[18]
- 照明：小松慎吉[18]
- 録音：原川慎平[18]
- 美術：後藤レイコ[18]
- 装飾：丸山瞳、安藤千穂[18]
- スタイリスト：宮本茉莉[18]
- ヘアメイク：谷口里奈[18]
- 記録：加賀見佳子[18]
- 編集：スナディ翔子[18]
- ミュージックエディター：千田耕平[18]
- 音響効果：井上奈津子[18]
- VFXスーパーバイザー：藤原芽生[18]
- 助監督：山下久義[18]
- 制作担当：竹井政章[18]
- キャスティング：菊地寧音[18]
- 配給：東宝[4]
- 制作プロダクション：オフィスクレッシェンド[4]
- 製作：映画「隣のステラ」製作委員会